# Shori Hamada
Shori Hamada (濵田 尚里 Hamada Shōri?), 25 september 1990, är en japansk judoutövare.
Hamada tog guld i halv tungvikt vid olympiska sommarspelen 2020 i Tokyo. Hon tog även ett silver i mixedlag.